# Michael Shepley
Michael Shepley, nacido Michael Shepley-Smitth (Plymouth, Devon, Reino Unido; 29 de septiembre de 1907 – Londres, Reino Unido; 28 de septiembre de 1961) fue un actor británico que apareció en películas y en menor medida en televisión entre 1931 y 1961.
Shepley nació en Plymouth, Devon, el 29 de septiembre de 1907. Hizo su debut en pantalla en 1931 en la película Black Coffee, de Twinckenham Studios. Llegó a aparecer en más de sesenta películas, de las cuales la última fue Don't Bother to Knock en el 1961, el año de su muerte.

## Filmografía seleccionada
- (1931) Black Coffee - como Raynor
- (1933) A Shot in the Dark
- (1934) Lord Edgware Dies
- (1934) Are You a Mason? - como Ernest Monison
- (1934) Open All Night
- (1935) The Lad
- (1935) The Rocks of Valpre - como Trevor Mordaunt
- (1935) Vintage Wine - como Richard Emsley
- (1935) The Triumph of Sherlock Holmes
- (1935) The Ace of Spades
- (1935) The Private Secretary - como Henry Marsland
- (1936) In the Soup
- (1937) Beauty and the Barge - como Hebert Manners
- (1938) Housemaster - como Victor Beamish
- (1938) It's in the Air - como ayudante
- (1938) Crackerjack - como Wally Astill
- (1941) Quiet Wedding - como el marido de Marcia
- (1942) The Great Mr. Handel - como Sir Charles Marsham
- (1944) Henry V - como el capitán Gower
- (1945) A Place of One's Own
- (1948) Elizabeth of Ladymead - como el mayor Wrigley (1903)
- (1949) Maytime in Mayfair
- (1952) Mr. Denning Drives North - como Chairman of Court
- (1952) Secret People
- (1954) You Know What Sailors Are - como un almirante
- (1955) Where There's a Will - como el señor Cogent
- (1955) Doctor at Sea
- (1955) An Alligator Named Daisy - como el juez
- (1956) My Teenage Daughter - como Sir Henry
- (1956) Dry Rot - como el coronel Wagstaff
- (1957) The Passionate Stranger - como el coronel Blewton-Fawcett
- (1957) Not Wanted on Voyage - como el jefe Steward
- (1958) Gideon's Day
- (1958) Dunkirk
- (1960) Just Joe - como Fowler
- (1961) Double Bunk - como Granville-Carter
- (1961) Don't Bother to Knock - como un coronel